# Младен Ћирковић
Младен Ћирковић (Лесковац, 27. мај 1953) је пензионисани припадник војске Србије и бивши заменик начелника Генералштаба од 15. фебруара 2009. године. Пре тога, обављао је функцију команданта Копнене војске (КоВ). Младен Ћирковић има чин генерал-потпуковника. Од страних језика говори енглески. Ожењен је и има двоје деце.
Током рата на Косову 1999. године, Ћирковић је као пуковник командовао 15. оклопном бригадом приштинског корпуса, која је током целог рата имала само два оштећена тенка током читаве агресије НАТО-а.
Младен Ћирковић је 2. јуна 2006. године изјавио за магазин Одбрана да ће Копнене снаге Српске војске до 2010. године имати око 15.000 припадника, а да ће јединице из ранга бригаде бити преформиране у ранг батаљона. Тада је такође најавио и да ће тенковске јединице из ранга бригаде бити редуковане на ранг батаљона, а савременији тенкови типа Т-72 и М-84 ће, након реорганизације, заменити тенкове Т-55. Активна војна служба му је престала 15. фебруара 2011. године.

## Образовање
- Гимназија, 1972. године
- Војна академија - копнена војска, смер: оклопномеханизоване јединице, 1976. године
- Командно-штабна академија, 1993. године
- Школа националне одбране 2000. године

## Досадашње дужности
- командир вода
- командир чете
- заменик команданта батаљона
- командант батаљона
- начелник штаба бригаде
- командант бригаде
- начелник одељења за оперативне послове команде корпуса
- командант корпуса
- командант Копнених војске